# Live Fast, Die Fast
Live Fast, Die Fast è il primo album della band inglese dei Wolfsbane, pubblicato nel 1989 dalla Def American.

## Tracce
1. Man Hunt - 2:54
2. Shakin' - 3:41
3. Killing Machine - 2:55
4. Fell Out of Heaven - 3:03
5. Money to Burn (Wolfsbane) - 3:49
6. Greasy - 3:16
7. I Like It Hot -	3:19
8. All or Nothing - 2:02
9. Tears from a Fool - 5:11
10. Pretty Baby - 4:44

## Formazione
- Blaze Bayley - voce
- Jase Edwards - chitarra
- Jeff Hateley - basso
- Steve "Danger" Ellett - batteria